# Morze, nasze morze
Morze, nasze morze – polska pieśń hymniczna, znana również pod tytułami „Marynarka Wojenna” lub „Chociaż każdy z nas jest młody”.
Słowa i melodię napisał na przełomie lat 20. i 30. XX w., oficer oświatowy WP – kpt. Adam Kowalski (1896–1947).
Jej powstanie związane było z tworzeniem Polskiej Marynarki Wojennej, budową miasta i portu Gdynia.
Trafność tekstu oddającego uczucia i stosunek społeczeństwa polskiego do tej kwestii, a z czasem coraz bardziej zaostrzające się stosunki polsko-niemieckie spowodowały, że pieśń nabrała nowych znaczeń. W połączeniu z żywą, łatwo wpadającą melodią pieśń szybko stała się niezwykle popularna i często wykonywana podczas najprzeróżniejszych polskich uroczystości patriotyczno-narodowych, szczególnie w końcu lat 30.
Dziś można ją usłyszeć w wersji zmodyfikowanej po II wojnie światowej, podkreślającej pośrednio znaczne wydłużenie granicy morskiej Polski (z ok. 140 do ok. 440 km), którego symbolem stał się „polski” Gdańsk („nie odbierze Gdyni nam” – „nie odbierze Gdańska nam”), co miało szczególne znaczenie do grudnia 1970 r., kiedy to ówczesna Niemiecka Republika Federalna uznała nienaruszalność polskich granic ustanowionych po II wojnie.
Pieśń „Morze, nasze morze” jest dziś głównym utworem marszowym Orkiestry Reprezentacyjnej Polskiej Marynarki Wojennej, wykonywanym podczas oficjalnych uroczystości oraz na jej koncertach i pokazach musztry paradnej.
Znana i wykonywana jest jej lokalna, nawiązująca do miejsca powstania, wersja 8 Flotylli Obrony Wybrzeża stacjonującej w Świnoujściu. Zamiast „nie odbierze Gdańska nam” śpiewają tam – „nie odbierze Wyspy nam”, co również u zarania jej powstania miała związek z nieporozumieniami polsko-niemieckim w sprawie przebiegu granicy pomiędzy tymi państwami w tym rejonie.
| Wersja pierwotna | Wersja zmodyfikowana | Wersja 8 Flotylli Obrony Wybrzeża w Świnoujściu |
| Chociaż każdy z nas jest młody lecz go starym wilkiem zwą. My, strażnicy Wielkiej Wody, marynarze polscy to. Morze, nasze morze, wiernie ciebie będziem strzec. Mamy rozkaz cię utrzymać, albo na dnie, na dnie twoim lec, albo na dnie z honorem lec. Żadna siła, żadna burza nie odbierze Gdyni nam. Własna flota, choć nieduża, strzeże czujnie portu bram. Morze, nasze morze, wiernie ciebie będziem strzec. Mamy rozkaz cię utrzymać, albo na dnie, na dnie twoim lec, albo na dnie z honorem lec. | Chociaż każdy z nas jest młody, lecz go starym wilkiem zwą. My, strażnicy polskiej wody, marynarze polscy są. Morze, nasze morze, wiernie ciebie będziem strzec. Mamy rozkaz cię utrzymać, albo na dnie, na dnie twoim lec, albo na dnie z honorem lec, z honorem lec. Żadna siła, żadna burza, nie odbierze Gdańska nam. Nasza flota, choć nieduża, wiernie strzeże portu bram. Morze, nasze morze, wiernie ciebie będziem strzec. Mamy rozkaz cię utrzymać, albo na dnie, na dnie twoim lec, albo na dnie z honorem lec, z honorem lec. | Chociaż każdy z nas jest młody, lecz go starym wilkiem zwą. My, strażnicy polskiej wody, marynarze polscy są. Morze, nasze morze, wiernie ciebie będziem strzec. Mamy rozkaz cię utrzymać, albo na dnie, na dnie twoim lec, albo na dnie z honorem lec, z honorem lec. Żadna siła, żadna burza, nie odbierze Wyspy nam. Nasza flota, choć nieduża, wiernie strzeże portu bram. Morze, nasze morze, wiernie ciebie będziem strzec. Mamy rozkaz cię utrzymać, albo na dnie, na dnie twoim lec, albo na dnie z honorem lec, z honorem lec. |